# Echinoprocta rufescens
Echinoprocta rufescens é uma espécie de roedor da família Erethizontidae. É a única espécie do gênero Echinoprocta.
Endêmica da Colômbia, pode ser encontrada nas cordilheiras orientais, centrais e ocidentais.